# Вайссах-ім-Таль
Вайссах-ім-Таль (нім. Weissach im Tal) — громада в Німеччині, знаходиться в землі Баден-Вюртемберг. Підпорядковується адміністративному округу Штутгарт. Входить до складу району Ремс-Мур.
Площа — 14,14 км2. Населення становить 7385 ос. (станом на 31 грудня 2020).